# Tir la Jocurile Olimpice de vară din 1992
Probele sportive de tir sportiv la Jocurile Olimpice de vară din 1992 s-au desfășurat în perioada 26 iulie–2 august 2016 pe poligonul de tir din Mollet del Vallès în jurul orașului Barcelona.

## Clasament pe medalii
| Loc   | Țară                                      | Aur | Argint | Bronz | Total |
| ----- | ----------------------------------------- | --- | ------ | ----- | ----- |
| 1     | Echipa Unificată (EUN)                    | 5   | 2      | 1     | 8     |
| 2     | China (CHN)                               | 2   | 2      | 0     | 4     |
| 3     | Germania (GER)                            | 2   | 0      | 1     | 3     |
| 4     | Coreea de Sud (KOR)                       | 2   | 0      | 0     | 2     |
| 5     | Statele Unite ale Americii (USA)          | 1   | 1      | 0     | 2     |
| 6     | Cehoslovacia (TCH)                        | 1   | 0      | 1     | 2     |
| 7     | Bulgaria (BUL)                            | 0   | 2      | 1     | 3     |
| 8     | Participanții Olimpici Independenți (IOP) | 0   | 1      | 2     | 3     |
| 9     | Japonia (JPN)                             | 0   | 1      | 1     | 2     |
| 10    | Franța (FRA)                              | 0   | 1      | 0     | 1     |
| 10    | Letonia (LAT)                             | 0   | 1      | 0     | 1     |
| 10    | Norvegia (NOR)                            | 0   | 1      | 0     | 1     |
| 10    | Peru (PER)                                | 0   | 1      | 0     | 1     |
| 14    | Italia (ITA)                              | 0   | 0      | 2     | 2     |
| 15    | Mongolia (MGL)                            | 0   | 0      | 1     | 1     |
| 15    | Polonia (POL)                             | 0   | 0      | 1     | 1     |
| 15    | România (ROU)                             | 0   | 0      | 1     | 1     |
| 15    | Suedia (SWE)                              | 0   | 0      | 1     | 1     |
| Total | Total                                     | 13  | 13     | 13    | 39    |

## Medaliați

### Masculin
| Probă                        | Aur                                           | Argint                                         | Bronz                                                         |
| Pistol cu aer comprimat 10 m | Wang Yifu · China (CHN)                       | Sergei Pyzhianov · Echipa Unificată (EUN)      | Sorin Babii · România (ROU)                                   |
| Pușcă cu aer comprimat 10 m  | Yuri Fedkin · Echipa Unificată (EUN)          | Franck Badiou · Franța (FRA)                   | Johann Riederer · Germania (GER)                              |
| Pistol cu aer comprimat 50 m | Kanstantsin Lukashyk · Echipa Unificată (EUN) | Wang Yifu · China (CHN)                        | Ragnar Skanåker · Suedia (SWE)                                |
| Pistol foc rapid 25 m        | Ralf Schumann · Germania (GER)                | Afanasijs Kuzmins · Letonia (LAT)              | Vladimir Vokhmyanin · Echipa Unificată (EUN)                  |
| Pușcă culcat 50 m            | Lee Eun-chul · Coreea de Sud (KOR)            | Harald Stenvaag · Norvegia (NOR)               | Stevan Pletikosić · Participanții Olimpici Independenți (IOP) |
| Pușcă trei poziții 50 m      | Hrachya Petikyan · Echipa Unificată (EUN)     | Robert Foth · Statele Unite ale Americii (USA) | Ryohei Koba · Japonia (JPN)                                   |
| Țintă mobilă                 | Michael Jakosits · Germania (GER)             | Anatoli Asrabayev · Echipa Unificată (EUN)     | Luboš Račanský · Cehoslovacia (TCH)                           |

### Feminin
| Event                        | Aur                                            | Argint                                                    | Bronz                                                     |
| Pistol cu aer comprimat 10 m | Marina Logvinenko · Echipa Unificată (EUN)     | Jasna Šekarić · Participanții Olimpici Independenți (IOP) | Mariya Grozdeva · Bulgaria (BUL)                          |
| Pușcă cu aer comprimat 10 m  | Yeo Kab-soon · Coreea de Sud (KOR)             | Vesela Letcheva · Bulgaria (BUL)                          | Aranka Binder · Participanții Olimpici Independenți (IOP) |
| Pistol 25 m                  | Marina Logvinenko · Echipa Unificată (EUN)     | Li Duihong · China (CHN)                                  | Dorjsürengiin Mönkhbayar · Mongolia (MGL)                 |
| Pușcă trei poziții 50 m      | Launi Meili · Statele Unite ale Americii (USA) | Nonka Matova · Bulgaria (BUL)                             | Małgorzata Książkiewicz · Polonia (POL)                   |

### Mixt
| Event | Aur                                | Argint                          | Bronz                          |
| Skeet | Zhang Shan · China (CHN)           | Juan Giha · Peru (PER)          | Bruno Rossetti · Italia (ITA)  |
| Trap  | Petr Hrdlička · Cehoslovacia (TCH) | Kazumi Watanabe · Japonia (JPN) | Marco Venturini · Italia (ITA) |

## Țări participante
407 de trăgători (190 de bărbăti și 117 de femei) din 83 de țări au participat:
- Albania (2)
- Andorra (1)
- Argentina (2)
- Australia (7)
- Austria (5)
- Bangladesh (1)
- Barbados (1)
- Belgia (4)
- Bolivia (1)
- Bosnia și Herțegovina (1)
- Brazilia (2)
- Bulgaria (13)
- Canada (12)
- Chile (2)
- China (20)
- Taipeiul Chinez (2)
- Columbia (2)
- Costa Rica (1)
- Croația (4)
- Cuba (5)
- Cipru (2)
- Cehoslovacia (17)
- Danemarca (7)
- Ecuador (1)
- Egipt (5)
- Estonia (3)
- Finlanda (8)
- Franța (17)
- Germania (18)
- Marea Britanie (7)
- Grecia (3)
- Guatemala (3)
- Hong Kong (1)
- Ungaria (18)
- Islanda (1)
- India (2)
- Participanții Olimpici Independenți (8)
- Irak (1)
- Israel (3)
- Italia (13)
- Japonia (11)
- Iordania (1)
- Kenya (2)
- Kuweit (2)
- Letonia (2)
- Liechtenstein (1)
- Luxemburg (3)
- Malaezia (1)
- Malta (1)
- Mexic (1)
- Monaco (1)
- Mongolia (2)
- Nepal (1)
- Olanda (4)
- Antilele Olandeze (1)
- Noua Zeelandă (3)
- Nicaragua (1)
- Coreea de Nord (9)
- Norvegia (7)
- Oman (1)
- Peru (2)
- Filipine (2)
- Polonia (12)
- Portugalia (4)
- Puerto Rico (2)
- România (5)
- San Marino (2)
- Singapore (1)
- Slovenia (1)
- Africa de Sud (2)
- Coreea de Sud (12)
- Spania (15)
- Sri Lanka (1)
- Suedia (7)
- Elveția (8)
- Siria (1)
- Thailanda (2)
- Turcia (1)
- Echipa Unificată (22)
- Statele Unite ale Americii (21)
- Insulele Virgine Americane (1)
- Uruguay (1)
- Vietnam (1)

## References
1. 1 2  „Shooting at the 1992 Barcelona Games”. Sports Reference. Arhivat din original la 3 aprilie 2011. Accesat în 12 octombrie 2016.